# 主齐性空间

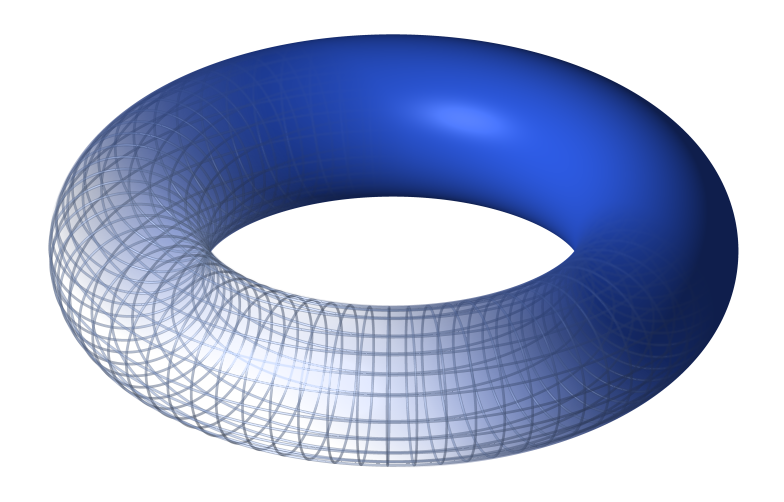
一个环面结构

数学上，对于 群 G的主齐性空间，或者叫 G-旋子（英文：torsor），是一个集合 X， G在其上自由并可递地作用。也即，X是G的齐性空间，满足每个点的定点子群都是平凡群。
在其它范畴中有类似的定义，其中
- G是一拓扑群， X是一拓扑空间，而作用是连续的，
- G是一李群， X是一光滑流形而作用是光滑的，
- G是一代数群， X是一代数簇而作用是正则的。

## 定义
若 G是非交换的，则必须根据作用是在左或右分清左或右主齐性空间。本条目使用右作用作为代表。要更显式地给出定义，我们说X是一个G-主齐性空间，如果存在一个（适当地范畴中的）映射X × G → X，满足
{\displaystyle x\cdot 1=x}
{\displaystyle x\cdot (gh)=(x\cdot g)\cdot h}
对于所有 x ∈ X和所有g，h ∈ G成立，并且满足如下映射 X × G → X × X
{\displaystyle (x,g)\mapsto (x,x\cdot g)}
为同构。注意这表示 X和G是同构的，但是—很基本的一点是—在X中没有特别的'幺元'。也即，X看起来和G一样，但是我们需要忘记哪一点是幺元。这个概念经常在数学中作为通向内蕴观点的一个途径，常见的说法为‘扔掉原点’。
因为X不是一个群，我们不能将元素相加；但是我们可以取它们的‘差’。也就是，存在一个映射X × X → G将(x，y)映到一个唯一的元素 g ∈ G，满足y = x·g。

## 例子
每个群 G可以将自己视为一个在左乘或者右乘作用下的左或右G-主齐性空间。
另外一个例子是仿射空间的概念：向量空间V之下的仿射空间 A的想法可以简洁地表述为A是V作为平移的加法群作用的主齐性空间。
给定向量空间 V，可以将G取作一般线性群GL(V)，而X取作所有（有序）基的集合。则G通过作用在V中的向量上而作用于X；并且它可递地作用，因为任何基可以通过G转换成为另一个。而且，一个固定一个基中每个向量的线性变换会固定所有V中的v，因此它是一般线性群 GL(V)的么元，也就是说G的作用是自由的：所以X确实是一个主齐性空间。在线性代数中跟随基的依赖性的一个论证办法就是跟踪X中的变量x。

## 应用
主齐性空间概念是主丛的一个特殊情况：它就是基空间为一点的主丛。换句话说，主丛的局部理论就是一族依赖于基空间中的参数的主齐性空间的理论。可以通过取丛的一个截面来给定“原点” - 这样的截面通常是局部地在基空间上存在 - 也就是丛局部平凡，因此局部地结构就是卡积的结构。但是截面经常不是全局存在的。例如一个微分流形M有一个和其切丛相应的标架主丛。全局截面只有当M是可平行化时才存在；而那是很强的拓扑限制。
在数论中，有一个（看似不同的）使用主齐性空间的原因，就是为了在域K上定义椭圆曲线E（以及更一般的交换簇）。一旦理解了这点，很多其它例子也是同样的情况，应用于其它的代数群：正交群的二次型，以及射影线性群的Severi-Brauer簇就是两个例子。 
在椭圆曲线情况，对丢番图方程的意义，在于K可能不是代数闭的。可以存在曲线C，它在K没有点，而它在更大的域上同构于E，E按定义有K上一点作为它的加法律的么元。也就是，在这个情况我们应该区分亏格为1的C，和有一个K-点的椭圆曲线E（或者说，有一个解在K中的一个丢番图方程）。曲线C其实就是E上的主齐性空间，并在K为一个数域的情况构成一个有更丰富结构的集合（Selmer 群理论）。实际上，典型的Q上的平面三次曲线C没有理由有一个有理点；标准的韦尔斯特拉斯（Weierstrass）模型确总是有一个，也就是无穷远点，但是必须有一点在K上以将C置入在K上的形式。
这个理论在局部分析中有所发展，导出了Tate-Shafarevich群的定义。通常取主齐性空间理论的方法，首先在代数闭域上，然后回降到更小的域上，这是下降的一个方面。它立刻导致伽罗瓦上同调，因为主齐性空间代表了群上同调 H1的等价类。

## 其它用法
主齐性空间一词也用于没有可递性的情况，特别时在层论中。
这个情况下，可以讨论在空间 X上的（右）G-主齐性空间 E（X时一个概形／流形／拓扑空间，等等。）作为一个有自由（右）G 作用作用的空间E，满足如下映射
{\displaystyle E\times _{X}G\rightarrow E\times _{X}E}
（由下式给出）
{\displaystyle (x,g)\mapsto (x,xg)}
为在适当的范畴中的双射。当在光滑范畴中是双射。在G--主齐性空间（G  是李群）则是精确主G 丛。 主齐性空间在这个意义下和对应于上同调 H1(X,G)中的对应的基。